# 박미
박미(인도네시아어: bakmi, 자와어: ꦧꦏ꧀ꦩꦶ) 또는 바미(네덜란드어: bami, 태국어: บะหมี่)는 인도네시아의 국수 요리이다. 중국 푸젠 출신 화교에 의해 인도네시아에 전래된 음식이며, 어원은 "고기 국수"를 뜻하는 민난어 "바미(bah-mī)"이다. 보통 국물국수로 먹지만, 볶음국수로 먹을 때도 있으며, 이때 박미 고렝(볶은 박미)이라 부른다. 푸젠 요리에서 원래는 돼지고기를 사용해 만들지만, 이슬람 국가인 인도네시아에서 닭고기 등 다른 고기를 사용해 만들기도 하며, 이때 박미 아얌(닭고기 박미) 등의 이름으로 불린다. 네덜란드와 수리남, 태국에서도 즐겨 먹는다.

## 같이 보기
- 라몐
- 판싯